# Staurastrum chaetoceras
Staurastrum chaetoceras là một loài Song tinh tảo trong họ Desmidiaceae, thuộc chi Staurastrum.